# Моэн, Свейн
Свейн Оддвар Моэн (норв. Svein Oddvar Moen; род. 22 января 1979, Хёугесунн, Ругаланн) — норвежский футбольный арбитр. С 2003 года судит матчи Типпелиги. С 2005 года является арбитром ФИФА.

## Карьера
Моэн начал судейскую карьеру в 1996 году. Начал судить игры высшего дивизиона Норвегии в возрасте 25 лет. Первый матч Типпелиги, на который норвежец был назначен главным арбитром, прошёл 25 апреля 2004 года: встреча «Согндал» — «Будё-Глимт» завершилась со счётом 1:2, Моэн показал три жёлтые и одну красную карточки. С 2005 года обслуживает международные игры.
В 2008 году Моэн судил три игры юношеского чемпионата Европы в Чехии, включая полуфинал между Италией и Венгрией. В Кубке УЕФА 2008/09 норвежский судья провёл матч 1/16 финала ПСЖ — «Вольфсбург». В сентябре 2010 года он впервые работал на встрече в рамках Лиги чемпионов УЕФА («Валенсия» — «Бурсаспор»). В 2011 году Моэн был включён в элитную категорию судей УЕФА. Летом 2011 года арбитр из Норвегии работал на Чемпионате мира среди юношеских команд, где судил финал Уругвай — Мексика.
В апреле 2012 года ФИФА включила Моэна в список номинантов на участие в чемпионате мира 2014. Кроме того, он был назначен одним из судей на олимпийский футбольный турнир в Лондоне.